# Japanische Fußballnationalmannschaft
Die japanische Fußballnationalmannschaft (japanisch サッカー日本代表 Sakkā Nihon Daihyō) ist die nationale Fußballauswahl von Japan. Sie wird von der Japan Football Association (JFA) kontrolliert und seit 2018 von Hajime Moriyasu trainiert. Sie zählt seit Beginn der 1990er Jahre zu den stärksten Mannschaften Asiens. Sie gewann bisher viermal die Fußball-Asienmeisterschaft und ist damit Rekordtitelträger.
1998 konnte sich Japan erstmals für die Fußball-Weltmeisterschaft qualifizieren und nahm seither an jeder Endrunde teil.

## Geschichte
Obwohl Japan als eines der ersten Länder bereits 1917 ein Fußballländerspiel absolvierte, blieb Fußball nur eine Randsportart und konnte sich nicht gegen den beliebten Volkssport Baseball durchsetzen. Daran änderte auch der Gewinn der Bronzemedaille bei den Olympischen Sommerspielen 1968 nichts. Erst 1991 wurde beschlossen, die halbprofessionelle Japan Soccer League zur professionellen J. League umzugestalten. Am 15. Mai 1993 wurden dort die ersten Spiele angepfiffen.
Bereits ein Jahr zuvor hatte die japanische Nationalmannschaft ihren ersten Titel bei der Fußball-Asienmeisterschaft 1992 im eigenen Land gewonnen. Sie gewann das Finale gegen den zweimaligen Titelträger Saudi-Arabien durch einen Treffer von Takuya Takagi mit 1:0. Die Qualifikation für die Fußball-Weltmeisterschaft 1994 im Oktober 1993 war jedoch ein Rückschlag: Im letzten Qualifikationsspiel gegen den Irak musste die japanische Mannschaft in der 92. Spielminute den Ausgleich hinnehmen und somit Saudi-Arabien und Südkorea den Vortritt lassen. Dieses Ereignis ist bis heute als Tragödie von Doha bekannt. Bei der Fußball-Asienmeisterschaft 1996 gelang es den Japanern nicht, ihren Titel von 1992 zu verteidigen.

### 1996–1998
Zur ersten Teilnahme an der Fußball-Weltmeisterschaft kam es dann 1998. In der entscheidenden Qualifikationsphase hatten die Japaner den zweiten Platz hinter Südkorea belegt und mussten nun ein Play-off-Spiel gegen den Iran, den zweiten der anderen Gruppe, bestreiten. In Johor Bahru gewann Japan schließlich mit 3:2 nach einem Golden Goal und qualifizierte sich somit für die Fußball-Weltmeisterschaft 1998 in Frankreich. Dort gab es allerdings je eine 0:1-Niederlage gegen Argentinien und Kroatien sowie eine 1:2-Niederlage gegen Jamaika. Masashi Nakayama erzielte den ersten Treffer Japans bei einer WM-Endrunde.

### 1998–2005
Bei der Fußball-Asienmeisterschaft 2000 errang Japan erneut den Titel, wiederum wurde Saudi-Arabien mit 1:0 bezwungen. Torschütze war Shigeyoshi Mochizuki.
Den größten internationalen Erfolg feierte man allerdings bei der WM 2002 in Südkorea und Japan, als die Mannschaft von Philippe Troussier nach Siegen über Tunesien und Russland das Achtelfinale erreichte. Dort schied man allerdings nach einer 0:1-Niederlage gegen den späteren WM-Dritten Türkei aus. Beim Konföderationen-Pokal 2001, der zuvor ebenfalls von Japan und Südkorea ausgerichtet wurde, erreichten die Japaner das Finale und unterlagen hierbei nur Frankreich mit 0:1.
Seinen dritten Asienmeisterschaftstitel gewann Japan bei der Fußball-Asienmeisterschaft 2004 in China. Dort wurde China im Finale mit 3:1 besiegt. Beim Konföderationen-Pokal 2005 in Deutschland schied Japan trotz des Sieges gegen Europameister Griechenland (1:0) und einem 2:2-Unentschieden gegen Weltmeister Brasilien aufgrund der schlechteren Tordifferenz gegenüber den Brasilianern in der Vorrunde aus.

### Seit 2006
Bei der Fußball-Weltmeisterschaft 2006 traf Japan in der Vorrunde auf Australien, Kroatien und Brasilien. Bereits im ersten Spiel gegen die Australier gab es eine 1:3-Niederlage, wobei Japan in der 85. Minute noch geführt hatte. Ein torloses Unentschieden gegen Kroatien und eine weitere Niederlage gegen Brasilien (1:4) reichten nicht mehr zum Weiterkommen aus. Nach der WM übernahm Ivica Osim die Mannschaft vom Brasilianer Zico, der seit 2002 amtierender Trainer war.
Die Qualifikation zur Fußball-Asienmeisterschaft 2007 wurde souverän mit nur einer einzigen Niederlage (0:1 gegen Saudi-Arabien in Jeddah) absolviert. Bei der Endrunde trafen die Titelverteidiger auf Vietnam, Katar und die Vereinigten Arabischen Emirate. Nach dem Gewinn der Gruppe gewann man im Viertelfinale durch Elfmeterschießen 5:4 gegen Australien. Im Halbfinale verloren die Japaner dann gegen Saudi-Arabien 2:3. Auch das Spiel um den dritten Platz ging verloren. Südkorea gewann mit 6:5 nach Elfmeterschießen (0:0 nach regulärer Spielzeit).
In der Qualifikation zur Weltmeisterschaft 2010 hatte sich Japan als Gruppenzweiter durchgesetzt und traf in der Vorrunde auf Dänemark, Kamerun und die Niederlande. Durch Siege gegen die in der Weltrangliste besser platzierten Mannschaften aus Dänemark und Kamerun, bei einer Niederlage gegen die Niederländer, qualifizierte sich die japanische Mannschaft erstmals außerhalb Japans für ein WM-Achtelfinale, in dem sie auf Paraguay traf und nach einem torlosen Spiel im Elfmeterschießen mit 3:5 unterlag.
Bei der Asienmeisterschaft 2011 konnte Japan zum vierten Mal den Titel gewinnen und ist damit alleiniger Rekordhalter. Die Teilnahme an der Copa América 2011, zu der Japan als Gast eingeladen war, wurde nach dem Tōhoku-Erdbeben und Tsunami sowie der daraus resultierenden Nuklearkatastrophe von Fukushima wegen der verschobenen Ligaspiele und der Probleme mit der Freistellung der bei europäischen Vereinen tätigen Spieler abgesagt.
Am 4. Juni 2013 qualifizierte sich Japan durch ein 1:1 gegen Australien vorzeitig als erste Mannschaft nach Gastgeber Brasilien für die Weltmeisterschaft 2014. Bei der WM-Endrunde scheiterten sie jedoch bereits in der Gruppenphase: Nach Niederlagen gegen die Elfenbeinküste und Kolumbien sowie einem torlosen Remis gegen Griechenland kamen die Japaner nicht über den letzten Platz in der Gruppe C hinaus.
Am 9. Spieltag der asiatischen Qualifikation zur WM 2018 qualifizierte sich Japan in der Gruppe B vor Saudi-Arabien als Gruppenerster direkt für die Endrunde in Russland. Bei der WM-Endrunde spielte man in der Gruppe H gegen Polen, den Senegal und Kolumbien. Als Zweiter der Gruppe hinter Kolumbien setzte man sich aufgrund der Fair-Play-Wertung gegenüber dem Senegal durch. Im Achtelfinale scheiterten die Japaner trotz einer 2:0-Führung mit 2:3 an Belgien.

## Teilnahmen an den Olympischen Spielen
| 1900 – 1928          | nicht teilgenommen |
| 1936 in Berlin       | Viertelfinale      |
| 1948 in London       | nicht zugelassen   |
| 1952 in Helsinki     | nicht teilgenommen |
| 1956 in Melbourne    | 1. Runde           |
| 1960 in Rom          | nicht qualifiziert |
| 1964 in Tokio        | Viertelfinale      |
| 1968 in Mexiko-Stadt | Bronzemedaille     |
| 1972 in München      | nicht qualifiziert |
| 1976 in Montreal     | nicht qualifiziert |
| 1980 in Moskau       | nicht qualifiziert |
| 1984 in Los Angeles  | nicht qualifiziert |
| 1988 in Seoul        | nicht qualifiziert |

## Teilnahmen an der Fußball-Weltmeisterschaft
| Jahr | Gastgeberland          | Teilnahme bis …    | Letzte(r) Gegner                        | Ergebnis | Trainer            | Bemerkungen und Besonderheiten |
| ---- | ---------------------- | ------------------ | --------------------------------------- | -------- | ------------------ | --- |
| 1930 | Uruguay                | nicht teilgenommen |                                         |          |                    | |
| 1934 | Italien                | nicht teilgenommen |                                         |          |                    | |
| 1938 | Frankreich             | nicht teilgenommen |                                         |          |                    | |
| 1950 | Brasilien              | nicht teilgenommen |                                         |          |                    | |
| 1954 | Schweiz                | nicht qualifiziert |                                         |          |                    | In der Qualifikation an Südkorea gescheitert |
| 1958 | Schweden               | nicht teilgenommen |                                         |          |                    | |
| 1962 | Chile                  | nicht qualifiziert |                                         |          |                    | In der Qualifikation an Südkorea gescheitert, das sich aber ebenfalls nicht qualifizieren konnte.                                                                             |
| 1966 | England                | nicht teilgenommen |                                         |          |                    | |
| 1970 | Mexiko                 | nicht qualifiziert |                                         |          |                    | In der Qualifikation an Australien gescheitert, das sich aber ebenfalls nicht qualifizieren konnte.                                                                           |
| 1974 | Deutschland            | nicht qualifiziert |                                         |          |                    | In der Qualifikation an Israel gescheitert, das sich aber ebenfalls nicht qualifizieren konnte.                                                                               |
| 1978 | Argentinien            | nicht qualifiziert |                                         |          |                    | In der Qualifikation in der 1. Runde an Südkorea gescheitert, das sich aber ebenfalls wieder nicht qualifizieren konnte.                                                      |
| 1982 | Spanien                | nicht qualifiziert |                                         |          |                    | In der Qualifikation an Nordkorea gescheitert, das sich ebenfalls nicht qualifizieren konnte.                                                                                 |
| 1986 | Mexiko                 | nicht qualifiziert |                                         |          |                    | In der Qualifikation im Ostasien-Finale an Südkorea gescheitert. |
| 1990 | Italien                | nicht qualifiziert |                                         |          |                    | In der Qualifikation in der 1. Runde an Nordkorea gescheitert, das sich ebenfalls nicht qualifizieren konnte.                                                                 |
| 1994 | USA                    | nicht qualifiziert |                                         |          |                    | In der Qualifikation an Saudi-Arabien und Südkorea gescheitert (siehe auch „Tragödie von Doha“)                                                                               |
| 1998 | Frankreich             | Vorrunde           | Argentinien, Kroatien, Jamaika          | 31.      | Takeshi Okada      | Ohne Punkt als Gruppenletzter ausgeschieden. |
| 2002 | Südkorea/Japan         | Achtelfinale       | Türkei                                  | 9.       | Philippe Troussier | Als Co-Gastgeber automatisch qualifiziert. Nach Platz 1 in der Gruppenphase Niederlage im Achtelfinale gegen die Türkei.                                                      |
| 2006 | Deutschland            | Vorrunde           | Australien, Kroatien, Brasilien         | 28.      | Zico               | Als Gruppenletzter ausgeschieden. |
| 2010 | Südafrika              | Achtelfinale       | Paraguay                                | 9.       | Takeshi Okada      | Niederlage im Elfmeterschießen (3:5) nach 0:0 n. V. |
| 2014 | Brasilien              | Vorrunde           | Elfenbeinküste, Griechenland, Kolumbien | 29.      | Alberto Zaccheroni | Ohne Sieg als Gruppenletzter ausgeschieden. |
| 2018 | Russland               | Achtelfinale       | Belgien                                 | 11.      | Akira Nishino      | Im Achtelfinal-Spiel gegen Belgien mit 2:3 ausgeschieden. |
| 2022 | Katar                  | Achtelfinale       | Kroatien                                | 9.       | Hajime Moriyasu    | Mit zwei Siegen gegen Deutschland und Spanien und einer Niederlage gegen Costa Rica Gruppensieger geworden. Im Achtelfinale gegen Kroatien im Elfmeterschießen ausgeschieden. |
| 2026 | Kanada, Mexiko und USA | qualifiziert       |                                         |          |                    | Als erste Mannschaft sportlich qualifiziert. |

## Teilnahmen an denAsienmeisterschaften
Japan ist mit vier Titeln Rekordsieger der Asienmeisterschaft, wobei die Mannschaft erst 1988 erstmals an der Endrunde teilnehmen konnte.
- 1956 in Hongkong – nicht teilgenommen
- 1960 in Südkorea – nicht teilgenommen
- 1964 in Israel – nicht teilgenommen
- 1968 in Iran – nicht qualifiziert
- 1972 in Thailand – nicht teilgenommen
- 1976 in Iran – nicht qualifiziert
- 1980 in Kuwait – nicht teilgenommen
- 1984 in Singapur – nicht teilgenommen
- 1988 in Katar – Vorrunde
- 1992 in Japan – Asienmeister
- 1996 in den Vereinigten Arabischen Emiraten – Viertelfinale
- 2000 in Libanon – Asienmeister
- 2004 in China – Asienmeister
- 2007 in Südostasien – Vierter Platz
- 2011 in Katar – Asienmeister
- 2015 in Australien – Viertelfinale
- 2019 in den Vereinigten Arabischen Emiraten – Vizemeister
- 2024 in Katar – Viertelfinale
- 2027 in Saudi-Arabien – Qualifiziert

## Teilnahmen amKonföderationen-Pokal
Japan ist mit fünf Teilnahmen dritthäufigster Teilnehmer nach Brasilien und Mexiko.
| Jahr | Gastgeberland  | Teilnahme bis …    | Letzter Gegner                    | Ergebnis | Trainer            | Bemerkungen und Besonderheiten                                                                      |
| ---- | -------------- | ------------------ | --------------------------------- | -------- | ------------------ | --------------------------------------------------------------------------------------------------- |
| 1992 | Saudi-Arabien  | nicht qualifiziert |                                   |          |                    | |
| 1995 | Saudi-Arabien  | Vorrunde           | Argentinien, Nigeria              | 6.       | Kamo Shu           | |
| 1997 | Saudi-Arabien  | nicht qualifiziert |                                   |          |                    | |
| 1999 | Mexiko         | nicht qualifiziert |                                   |          |                    | |
| 2001 | Südkorea/Japan | Finale             | Frankreich                        | Zweiter  | Philippe Troussier | Erstmals werden beide Finalisten von Trainern aus demselben Land betreut                            |
| 2003 | Frankreich     | Vorrunde           | Frankreich, Kolumbien, Neuseeland | 6.       | Zico               | |
| 2005 | Deutschland    | Vorrunde           | Brasilien, Griechenland, Mexiko   | 5.       | Zico               | |
| 2009 | Südafrika      | nicht qualifiziert |                                   |          |                    | |
| 2013 | Brasilien      | Vorrunde           | Brasilien, Italien, Mexiko,       |          | Alberto Zaccheroni | qualifiziert als Asienmeister 2011, nach zwei Niederlagen gegen Brasilien und Italien ausgeschieden |
| 2017 | Russland       | nicht qualifiziert |                                   |          |                    | |
| 1.   |                |                    |                                   |          |                    | |

## Teilnahmen an denOstasienmeisterschaften
- 2003 in Japan – Zweiter
- 2005 in Südkorea – Zweiter
- 2008 in China – Zweiter
- 2010 in Japan – Dritter
- 2013 in Südkorea – Ostasienmeister
- 2015 in China – Vierter
- 2017 in Japan – Zweiter
- 2019 in Südkorea – Zweiter
- 2022 in Japan – Ostasienmeister

Als inoffizielles Vorläuferturnier gilt der Dynasty Cup:
- 1990 – Vierter
- 1992 – Gewinner
- 1995 – Gewinner
- 1998 – Gewinner

## Erfolge
- Ostasienmeister: 2013, 2022
- Dynasty Cup: 1992, 1995, 1998
- Vize-Konföderationen-Pokal: 2001
- Asienmeister: 1992, 2000, 2004, 2011
- Kirin Cup: 1991, 1995, 1996, 1997, 1998, 2000, 2001, 2004, 2007, 2008, 2009, 2011, 2013, 2014, 2015

## Auszeichnungen
- Mannschaft des Jahres der AFC: 2010

## Trainer
- Masujiro Nishida (1923)
- Goro Yamada (1925)
- Shigeyoshi Suzuki (1930)
- Shigemaru Takenokoshi (1934)
- Shigeyoshi Suzuki (1936)
- Shigemaru Takenokoshi (1938–1940)
- Hirokazu Ninomiya (1951)
- Shigemaru Takenokoshi (1954–1956)
- Taizō Kawamoto (1958)
- Shigemaru Takenokoshi (1958–1959)
- Hidetoki Takahashi (1961–1962)
- Ken Naganuma (1963–1969)
- Shun’ichirō Okano (1970–1971)
- Ken Naganuma (1972–1976)
- Hiroshi Ninomiya (1976–1978)
- Yukio Shimomura (1979–1980)
- Masashi Watanabe (1980)
- Saburō Kawabuchi (1980–1981)
- Takaji Mori (1981–1985)
- Yoshinobu Ishii (1986–1987)
- Kenzō Yokoyama (1988–1991)
- Hans Ooft (1992–1993)
- Falcão (1994)
- Shu Kamo (1994–1997)
- Takeshi Okada (1997–1998)
- Philippe Troussier (1998–2002)
- Zico (2002–2006)
- Ivica Osim (2006–2007)
- Takeshi Okada (2007–2010)
- Hiromi Hara (2010)
- Alberto Zaccheroni (2010–2014)
- Javier Aguirre (2014–2015)
- Vahid Halilhodžić (2015–2018)
- Akira Nishino (2018)
- Hajime Moriyasu (seit 2018)

## Aktueller Kader
Der Kader für die WM-Qualifikationsspiele im November 2023: Verletzungsbedingt wurden Daizen Maeda durch Tsuyoshi Watanabe, Hayao Kawabe,  Atsuki Itō und  Kyōgo Furuhashi durch Kaishū Sano und Mao Hosoya ersetzt.

Stand der Leistungsdaten: 21. November 2023 nach dem Spiel gegen Syrien
| Daiya Maekawa          | 08.09.1994 | 1  | 0   | Vissel Kobe                 | 2023 | 16. November 2023 |
| Keisuke Ōsako          | 28.07.1999 | 5  | 0   | Sanfrecce Hiroshima         | 2019 | 16. November 2023 |
| Zion Suzuki            | 21.08.2002 | 3  | 0   | VV St. Truiden              | 2022 | 21. November 2023 |
| Abwehr                 |            |    |     |                             |      |                   |
| Hiroki Itō             | 12.05.1999 | 13 | 1   | FC Bayern München           | 2022 | 21. November 2023 |
| Koki Machida           | 25.08.1997 | 5  | 0   | Royale Union Saint-Gilloise | 2023 | 21. November 2023 |
| Seiya Maikuma          | 16.10.1997 | 3  | 0   | Cerezo Osaka                | 2023 | 16. November 2023 |
| Yūta Nakayama          | 16.02.1997 | 20 | 0   | Huddersfield Town           | 2019 | 16. November 2023 |
| Yukinari Sugawara      | 28.06.2000 | 6  | 1   | AZ Alkmaar                  | 2020 | 21. November 2023 |
| Shōgo Taniguchi        | 15.07.1991 | 24 | 1   | al-Rayyan SC                | 2015 | 21. November 2023 |
| Takehiro Tomiyasu      | 05.11.1998 | 37 | 1   | FC Arsenal                  | 2018 | 21. November 2023 |
| Tsuyoshi Watanabe      | 05.02.1997 | 2  | 0   | KAA Gent                    | 2019 | 16. November 2023 |
| Mittelfeld und Angriff |            |    |     |                             |      |                   |
| Takuma Asano           | 10.11.1994 | 48 | 9   | VfL Bochum                  | 2015 | 21. November 2023 |
| Ritsu Dōan             | 16.06.1998 | 41 | 7   | SC Freiburg                 | 2018 | 21. November 2023 |
| Wataru Endō            | 09.02.1993 | 55 | 2   | FC Liverpool                | 2015 | 21. November 2023 |
| Mao Hosoya             | 07.09.2001 | 3  | 1   | Kashiwa Reysol              | 2022 | 21. November 2023 |
| Jun’ya Itō             | 09.03.1993 | 50 | 13  | Stade Reims                 | 2017 | 21. November 2023 |
| Daichi Kamada          | 05.08.1996 | 31 | 7   | Lazio Rom                   | 2019 | 16. November 2023 |
| Takefusa Kubo          | 04.06.2001 | 29 | 3   | Real Sociedad               | 2019 | 21. November 2023 |
| Takumi Minamino        | 16.01.1995 | 51 | 170 | AS Monaco                   | 2015 | 21. November 2023 |
| Kaoru Mitoma           | 20.05.1997 | 18 | 7   | Brighton & Hove Albion      | 2022 | 9. September 2023 |
| Hidemasa Morita        | 10.05.1995 | 28 | 2   | Sporting Lissabon           | 2018 | 21. November 2023 |
| Kaishū Sano            | 30.12.2000 | 1  | 0   | Kashima Antlers             | 2023 | 16. November 2023 |
| Yūki Sōma              | 25.02.1997 | 12 | 4   | Casa Pia AC                 | 2019 | 16. November 2023 |
| Ao Tanaka              | 10.09.1998 | 24 | 6   | Fortuna Düsseldorf          | 2019 | 21. November 2023 |
| Ayase Ueda             | 28.08.1998 | 19 | 7   | Feyenoord Rotterdam         | 2019 | 21. November 2023 |

## Rekordspieler
Stand: 19. November 2024
| Rekordspieler | Rekordspieler        | Rekordspieler     | Rekordspieler | Rekordspieler |
| Spiele        | Spieler              | Position          | Zeitraum      | Tore          |
| ------------- | -------------------- | ----------------- | ------------- | ------------- |
| 152           | Yasuhito Endō        | Mittelfeld        | 2002–2015     | 15            |
| 142           | Yūto Nagatomo        | Abwehr            | 2008–aktiv    | 4             |
| 126           | Maya Yoshida         | Abwehr            | 2010–2022     | 12            |
| 122           | Masami Ihara         | Abwehr            | 1988–1999     | 5             |
| 119           | Shinji Okazaki       | Angriff           | 2008–2019     | 50            |
| 116           | Yoshikatsu Kawaguchi | Tor               | 1997–2009     | 0             |
| 114           | Makoto Hasebe        | Abwehr/Mittelfeld | 2006–2018     | 2             |
| 110           | Yūji Nakazawa        | Abwehr            | 1999–2010     | 17            |
| 98            | Keisuke Honda        | Mittelfeld        | 2008–2018     | 37            |
| 98            | Shunsuke Nakamura    | Mittelfeld        | 2000–2010     | 24            |
| 97            | Shinji Kagawa        | Mittelfeld        | 2008–2019     | 31            |
| 95            | Eiji Kawashima       | Tor               | 2008–aktiv    | 0             |
| 93            | Yasuyuki Konno       | Abwehr            | 2005–2017     | 4             |
| 89            | Kazuyoshi Miura      | Angriff           | 1990–2000     | 55            |
| 82            | Alex                 | Abwehr/Mittelfeld | 2002–2006     | 7             |
| 82            | Junichi Inamoto      | Mittelfeld        | 2000–2010     | 5             |

| Rekordschützen | Rekordschützen     | Rekordschützen | Rekordschützen |
| Tore           | Spieler            | Zeitraum       | Spiele         |
| -------------- | ------------------ | -------------- | -------------- |
| 75             | Kunishige Kamamoto | 1964–1977      | 76             |
| 55             | Kazuyoshi Miura    | 1990–2000      | 89             |
| 50             | Shinji Okazaki     | 2008–2019      | 119            |
| 37             | Hiromi Hara        | 1978–1988      | 75             |
| 37             | Keisuke Honda      | 2008–2018      | 98             |
| 31             | Shinji Kagawa      | 2008–2019      | 97             |
| 27             | Takuya Takagi      | 1992–1997      | 44             |
| 26             | Kazushi Kimura     | 1979–1986      | 54             |
| 25             | Takumi Minamino    | 2015–aktiv     | 65             |
| 25             | Yuya Osako         | 2013–aktiv     | 56             |
| 24             | Shunsuke Nakamura  | 2000–2010      | 98             |
| 23             | Naohiro Takahara   | 2000–2008      | 57             |
| 21             | Masashi Nakayama   | 1990–2003      | 53             |
| 19             | Teruki Miyamoto    | 1961–1971      | 58             |
| 17             | Yūji Nakazawa      | 1999–2010      | 110            |
| 17             | Atsushi Yanagisawa | 1998–2006      | 58             |
| 16             | Keiji Tamada       | 2004–2010      | 72             |
| 15             | Yasuhito Endō      | 2002–2015      | 152            |
| 15             | Ryūichi Sugiyama   | 1961–1971      | 56             |
| 15             | Hiroyuki Usui      | 1974–1984      | 38             |

1. ↑  Davon 19 Tore in der Qualifikation zu den Olympischen Spielen 1968, 1972 und 1976 sowie 3 Tore bei den Olympischen Spielen 1968, die von der FIFA nicht als A-Länderspiele gewertet werden.
2. ↑  Davon 14 Spiele in der Qualifikation zu den Olympischen Spielen 1968, 1972 und 1976 sowie 2 Spiele bei den Olympischen Spielen 1964 und 1968, die von der FIFA nicht als A-Länderspiele gewertet werden.
3. ↑  Davon 13 Tore in der Qualifikation zu den Olympischen Spielen 1984 und 1988, die von der FIFA nicht als A-Länderspiele gewertet werden.
4. ↑  Davon 20 Spiele in der Qualifikation zu den Olympischen Spielen 1984 und 1988, die von der FIFA nicht als A-Länderspiele gewertet werden.
5. 1 2 3 4  Davon evtl. Tore in der Qualifikation zu den Olympischen Spielen 1968, 1984 und 1988 sowie Spiele bei den Olympischen Spielen 1964 und 1968, die von der FIFA nicht als A-Länderspiele gewertet werden.
6. 1 2 3 4  Davon evtl. Spiele in der Qualifikation zu den Olympischen Spielen 1968, 1984 und 1988 sowie Spiele bei den Olympischen Spielen 1964 und 1968, die von der FIFA nicht als A-Länderspiele gewertet werden.

## Länderspiele gegen deutschsprachige Länder
|    | Datum      | Ort             | Heimmannschaft | Resultat | Gastmannschaft |
| -- | ---------- | --------------- | -------------- | -------- | -------------- |
| 1. | 23.01.1993 | Hongkong        | Japan          | 1:1      | Schweiz        |
| 2. | 16.12.2004 | Yokohama        | Japan          | 0:3      | Deutschland    |
| 3. | 30.05.2006 | Leverkusen      | Deutschland    | 2:2      | Japan          |
| 4. | 07.09.2007 | Klagenfurt      | Österreich     | 0:0      | Japan          |
| 5. | 11.09.2007 | Klagenfurt      | Schweiz        | 3:4      | Japan          |
| 6. | 08.06.2018 | Lugano          | Schweiz        | 2:0      | Japan          |
| 7. | 23.11.2022 | ar-Rayyan (QAT) | Deutschland    | 1:2      | Japan          |
| 8. | 09.09.2023 | Wolfsburg       | Deutschland    | 1:4      | Japan          |

Bisher gab es kein Länderspiel gegen Liechtenstein oder Luxemburg.